# Блестящие скворцы
Блестящие скворцы (лат. Lamprotornis) — род воробьиных птиц из семейства скворцовых (Sturnidae).

## Описание
Блестящие скворцы имеют цветное оперение синего, зеленоватого и фиолетового цвета с металлическим блеском. Иногда окраска тела серая и коричнево-белая (Lamrotornis unicolor, Lamrotornis bicolor). У некоторых видов грудь и/или брюхо с белым, жёлтым, красным или красновато-коричневым, оттенком, например у Lamprotornis hildebrandti. Самым мелким видом является Lamprotornis fischerii длиной тела 17,5 до 19 см и массой около 46 г. Самым крупным является Lamprotornis caudatus, длина его тела с хвостом составляет до 54 см. Живут эти птицы в Африке в разнообразных местностях. В кладке скворцов бывает 3—4 бледно-голубых с коричневыми крапинками яйца. Птенцов выкармливают оба родителя. Питаются блестящие скворцы насекомыми, которых ловят как на земле, так и в воздухе и плодами растений.

## Классификация
В род включают 23 вида:
- Lamprotornis acuticaudus (Barboza du Bocage, 1869) — Клинохвостый блестящий скворец[1]
- Lamprotornis albicapillus (Blyth, 1855) — Белошапочный спрео[6]
- Lamprotornis australis (A. Smith, 1836) — Большой блестящий скворец
- Lamprotornis bicolor (J. F. Gmelin, 1789) — Двухцветный спрео
- Lamprotornis caudatus (Müller, 1776) — Длиннохвостый блестящий скворец
- Lamprotornis chalcurus Nordmann, 1835 — Бронзовохвостый блестящий скворец[1]
- Lamprotornis chalybaeus Hemprich & Ehrenberg, 1828 — Стальной блестящий скворец
- Lamprotornis chloropterus Swainson, 1838 — Свэнсонов блестящий скворец[1]
- Lamprotornis elisabeth (Stresemann, 1924)
- Lamprotornis fischeri (Reichenow, 1884) — Фишеров спрео[6]
- Lamprotornis hildebrandti (Cabanis, 1878) — Спрео Гильдебрандта
- Lamprotornis iris (Oustalet, 1879) — Изумрудный блестящий скворец
- Lamprotornis mevesii (Wahlberg, 1856) — Мевесов блестящий скворец[1]
- Lamprotornis nitens (Linnaeus, 1766) — Красноплечий блестящий скворец[7]
- Lamprotornis ornatus (Daudin, 1800) — Украшенный блестящий скворец[7]
- Lamprotornis pulcher (Müller, 1776) — Краснобрюхий спрео[6]
- Lamprotornis purpureus (Müller, 1776) — Пурпурный блестящий скворец
- Lamprotornis purpuroptera Rüppell, 1845
- Lamprotornis regius (Reichenow, 1879) — Златогрудый спрео
- Lamprotornis shelleyi (Sharpe, 1890) — Спрео Шелли[6]
- Lamprotornis splendidus (Vieillot, 1822) — Великолепный блестящий скворец[7]
- Lamprotornis superbus Rüppell, 1845 — Трёхцветный спрео, или великолепный скворец
- Lamprotornis unicolor (Shelley, 1881) — Серый спрео[6]